# První Maďarská republika
Maďarská (lidová) republika nebo také První Maďarská republika či Maďarská demokratická republika byla první státní útvar novodobého Maďarska po rozpadu Rakouska-Uherska v roce 1918.

## Název
Oficiální název státu byl Magyar Népköztársaság, česky: Maďarská lidová republika. Tento státní útvar nebyl lidovou republikou řízenou na principech socialismu a neměla v něm moc komunistická strana. V maďarštině se pro tento státní útvar objevuje nejlépe zažitý název Első Magyar Köztársaság, česky: První Maďarská republika. Popřípadě se také méně často používá název Első (nép)köztársaság, česky: První (lidová) republika či Maďarská demokratická republika.

## Historie
První světová válka prohloubila národní i politické rozpory v Rakousku-Uhersku.
V červnu 1918 došlo k velké stávce dělníků železničních dílen v Budapešti, která byla potlačena střelbou. 17. října 1918 vystoupili poslanci z Károlyiho strany v uherském parlamentu s prohlášením spolupráce s Trojdohodou a s odmítnutím spojenectví s Německým císařstvím. Vedle existující vlády se 25. října 1918 ustavila maďarská Národní rada, která požadovala odtržení země od Rakouska, odstranění současného politického režimu, pozemkovou reformu a autonomii pro území obývané nemaďarskými národy v Uhrách.
30. října 1918 došlo v Budapešti k „Astrové revoluci“ a o den později byl Károlyi zvolen předsedou nové vlády. Ještě téhož dne v Budapešti rozvášněný dav zabil nenáviděného bývalého premiéra Istvána Tiszu. Nová vláda nejprve vyčkávala a sledovala další vývoj v Evropě, ale po vyhlášení Německé republiky a Rakouské republiky vyhlásila i ona 16. listopadu 1918 Maďarskou republiku. Jejím prvním prezidentem se stal Mihály Károlyi.
Levé křídlo sociální demokracie ustavilo 20. listopadu 1918 Komunistickou stranu Maďarska, která získávala mnoho stoupenců hlavně mezi dělníky, nezaměstnanými a vojáky. Pod vlivem revoluce v Rusku došlo i v Maďarsku k převratu, jehož výsledkem byl zánik První Maďarské republiky a vyhlášení Maďarské republiky rad 21. března 1919.

## Galerie

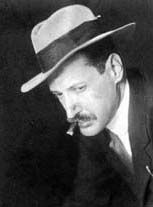
Mihály Károlyi
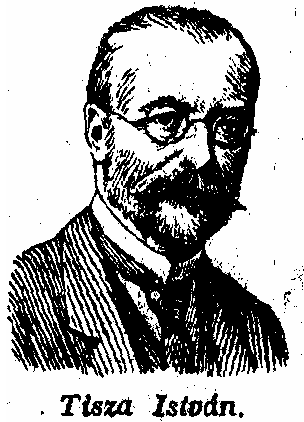
István Tisza
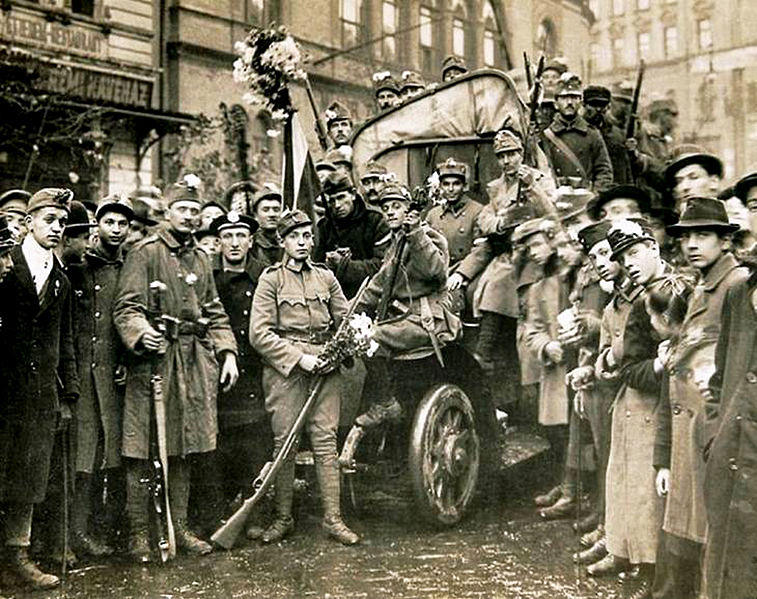
Maďarští revolucionáři Astrové revoluce